# Mama šč!
Mama šč! – singel chorwackiego zespołu Let 3, wydany cyfrowo 20 stycznia 2023 roku. Piosenkę napisali Damir Martinović i Zoran Prodanović.

## Tekst i kompozycja
W wywiadach z dziennikiem „Jutarnji list” zespół poinformował, że tytuł piosenki został zainspirowany „pierwszą literą najstarszego alfabetu na świecie”, nawiązując do litery alfabetu cyrylicznego Szcza (Щ). Według zespołu piosenka ma antywojenne przesłanie. W wywiadzie poinformowali, że po totalnym armagedonie na Ziemi „wyląduje rakieta zawierająca litery ŠČ”. W innych wywiadach zespół twierdził również, że „ŠČ” może również oznaczać grupę krwi, dźwięk, który ktoś wydaje, gdy ktoś przeżywa orgazm, lub podczas medytacji. W kolejnych wywiadach dla chorwackiego serwisu informacyjnego Pressing zespół stwierdził, że piosenka jest metaforą Federacji Rosyjskiej. Zespół twierdzi, że w utworze kpią z dyktatorów za to, że są „dziecinni”, z naciskiem na prezydenta Rosji Władimira Putina i jego decyzję o rozpoczęciu rosyjskiej inwazji na Ukrainę. Według Hrvoje Cvijanovića, wielokrotnie wspominany w piosence „traktor” jest symbolem sprzyjającemu Rosji prezydenta Białorusi Ałaksandra Łukaszenki, który podarował ciągnik rolniczy Putinowi na jego 70. urodziny. Piosenka krytykuje obu przywódców, nazywając ich „psychopatami”.

## Konkurs Piosenki Eurowizji
W lutym 2023 kompozycja zwyciężyła w finale chorwackich preselekcji na 67. Konkurs Piosenki Eurowizji w Liverpoolu, Dora 2023, dzięki czemu będzie reprezentować kraj w konkursie. Piosenka została uznana przez chorwackie media za faworyta publiczności do wygrania Dora 2023. Podczas występu na żywo zespół był ubrany w stereotypowe mundury wojskowe, a jeden członek przebrał się za Włodzimierza Lenina trzymającego dwie rakiety jądrowe. Wszyscy członkowie mieli odciski róż na ich pośladkach.

## Lista utworów
| Digital download / media strumieniowe | Digital download / media strumieniowe | Digital download / media strumieniowe |
| Nr                                    | Tytuł utworu                          | Długość                               |
| ------------------------------------- | ------------------------------------- | ------------------------------------- |
| 1.                                    | „Mama šč!”                            | 2:34                                  |

## Notowania na listach przebojów
| Kraj      | Notowanie (2023) | Najwyższa pozycja |
| --------- | ---------------- | ----------------- |
| Chorwacja | HR Top 40        | 1                 |
| Chorwacja | Billboard        | 6                 |